# Baltasar de Évora
D. Baltazar de Évora foi um bispo de anel nomeado a 12 de Dezembro de 1549 no cargo de ouvidor e visitador geral das ilhas dos Açores. Terá visitado todas as ilhas, sendo, na maioria delas, o primeiro bispo a lá chegar.